# 和平圣会犹太会堂
和平圣会犹太会堂（希臘語：Συναγωγή Καχάλ Σαλόμ）是希腊罗得岛罗得城的一个塞法迪犹太人的犹太会堂，位于La Juderia犹太区。它是希腊现存最古老的犹太会堂。

## 历史
犹太人在罗得岛居住已有2,300年的历史。在历史上，他们曾受过罗马帝国和医院骑士团的迫害。在奥斯曼帝国统治时期，许多被逐出西班牙的塞法迪犹太人迁居到罗得城，在该市建立了6座犹太会堂。其中和平圣会犹太会堂建于1577年。1912年，意大利王国占领罗得岛，到1930年代，该岛许多犹太人因法西斯政权的敌意而迁走。1943年意大利法西斯政权倒台，由德国直接控制，1,700名犹太人中有1550人被送往集中营。和平圣会犹太会堂是二战期间轰炸后罗得城四座犹太会堂中唯一幸存的一座。今天，罗得岛仅有35名犹太人，现在和平圣会犹太会堂只在夏季使用，服务于犹太游客和原来住在罗得岛的犹太人，并作为罗得犹太博物馆的总部.